# KrOs V–VI
Die KrOs V–VI waren Dampflokomotiven der Krakau-Oberschlesischen Eisenbahn (KrOs) Österreich-Ungarns.
Die beiden Lokomotiven wurden von Borsig in Berlin 1847 geliefert.
Als 1850 die KrOs verstaatlicht wurde, kamen die beiden Maschinen zur k.k. Östlichen Staatsbahn (ÖStB), die ihnen die Namen PODGÓRZE und RZESZÓW gab.
1858 wurde die ÖStB reprivatisiert, wobei Teile der Strecken an die KFNB und an die Galizische Carl Ludwig-Bahn (CLB) kamen.
Der Fahrzeugpark aber ging komplett an die CLB.
Daher kamen auch die beiden hier besprochenen Maschinen an die CLB, die sie 1863 ausmusterte.